# Supersoaker
"Supersoaker" é uma canção da banda americana de indie rock Kings of Leon. A canção foi escrita pelos membros da banda e produzida por Angelo Petraglia. Foi lançada em 13 de Julho de 2013, para o sexto álbum de estúdio intitulado Mechanical Bull e atingiu a posição de número 32 na UK Singles Chart.
Em 24 de Setembro de 2013, Kings of Leon fez uma performance de "Supersoaker" no programa Good Morning America da ABC.

## Vídeo da Música
Com produção de Angelo Petraglia e direção de W.I.Z., assim como a canção o clipe tem um ar extremamente nostálgico, com imagens caseiras, a produção lembra muito cenas de alguns filmes dos anos 70.

## Listas de Músicas
- Download Digital

1. "Supersoaker" – 3:50

- 7" single de viníl[3]

1. "Supersoaker" – 3:50
2. "Work on Me" – 4:04

## Paradas musicais
| Gráficos (2013)                                    | Pico posição |
| -------------------------------------------------- | ------------ |
| Austrália (ARIA)                                   | 43           |
| Bélgica (Ultratip Bubbling Under de Flandres)      | 4            |
| Canadá (Canadian Hot 100)                          | 61           |
| Canadá (Billboard Rock)                            | 1            |
| Irlanda (IRMA)                                     | 19           |
| Países Baixos (Single Top 100)                     | 70           |
| Reino Unido (UK Singles Chart)                     | 32           |
| Estados Unidos (Bubbling Under Hot 100 Singles)    | 6            |
| US Hot Rock Songs (Billboard)                      | 18           |
| Estados Unidos (Billboard Rock Airplay)            | 8            |
| Estados Unidos (Billboard Adult Alternative Songs) | 2            |
| Estados Unidos (Billboard Alternative Airplay)     | 9            |
| Estados Unidos (Billboard Mainstream Rock)         | 22           |

### Gráficos de fim de ano
| Gráfico (2013)                         | Posição |
| -------------------------------------- | ------- |
| US Hot Rock Songs (Billboard)          | 56      |
| US Rock Airplay (Billboard)            | 32      |
| US Adult Alternative Songs (Billboard) | 23      |
| US Alternative Songs (Billboard)       | 34      |

## Histórico de lançamento
| Região         | Data                   | Formato           | Gravadora                     |
| -------------- | ---------------------- | ----------------- | ----------------------------- |
| Reino Unido    | 17 de Julho de 2013    | Digital download  | RCA Records                   |
| Estados Unidos | 23 de Julho de 2013    | Modern rock radio | RCA Records                   |
| Estados Unidos | 16 de setembro de 2013 | 7" vinyl          | RCA Records, Columbia Records |